# Vallery
Vallery – miejscowość i gmina we Francji, w regionie Burgundia-Franche-Comté, w departamencie Yonne.
Według danych na rok 1990 gminę zamieszkiwały 666 osoby, a gęstość zaludnienia wynosiła 31 osób/km² (wśród 2044 gmin Burgundii Vallery plasuje się na 542. miejscu pod względem liczby ludności, natomiast pod względem powierzchni na miejscu 778.).